# イカレタ教室 〜こんなのが当り前の授業風景!?〜
『イカレタ教室 〜こんなのが当り前の授業風景!?〜』（いかれたきょうしつ こんなのがあたりまえのじゅぎょうふうけい）は、TinkerBellが2008年2月22日に発売したアダルトゲーム。

## ストーリー
全寮制の学園で生活をしている羽田遥は、ここ何年も使われていない部屋に引っ越すことになる。友達の譲原由貴と間宮真理子に引っ越しを手伝ってもらっている最中、引っ越し先の部屋で古くて汚いノートを発見する。それには男子生徒たちの淫猥な妄想が山のように書き込まれていたうえ、書かれている少女たちの特徴は妙に3人と一致していた。気持ち悪くなった3人はノートを焼却炉で焼却するが、その翌日から「ノートの妄想を実際に強制させられる」というイカレタ世界に迷い込んでしまう。
エンディングは全部で5種類。ヒロイン全員がイカレタ世界からの脱出に成功するもの、ヒロインのうち1人がイカレタ世界の虜となって取り残されてしまうもの、ヒロイン全員がイカレタ世界の虜となって脱出に失敗するものとなっている。

## 登場人物
羽田 遥（はねだ はるか）
声：あさり☆
気が強く元気な性格の少女。髪型はツインテール。最初にイカレタ世界に迷い込み、授業中に輪姦されるという異常な状況に抵抗し続けるも、結局は力尽きるまで陵辱されてしまう。
譲原 由貴（ゆずはら ゆき）
声：天天
おとなしく気弱な性格の少女。髪型は黒髪のロングヘア。遥の次にイカレタ世界に迷い込むが、それ以前からイカレタ世界の中で陵辱を受ける遥のことを夢で見ていた。生徒や教師の要求に従い、羞恥に耐えることで乱暴にされるのを避け続けるが、最終的には陵辱の渦に飲み込まれてしまう。
間宮 真理子（まみや まりこ）
声：古都美琴
常に冷静沈着を心がけているクールな少女。ボブカットにした髪と眼鏡が特徴。また、3人の中では一番胸が大きい。イカレタ世界の遥と由貴のことを夢で見ていたため、当初は冷静に対処しようとするが、陵辱を受け続ける中でそれも崩れていく。

## スタッフ
- 原画：止田卓史
- シナリオ：バッハマンさんきち・ZEQU（白）